# Idylle królewskie

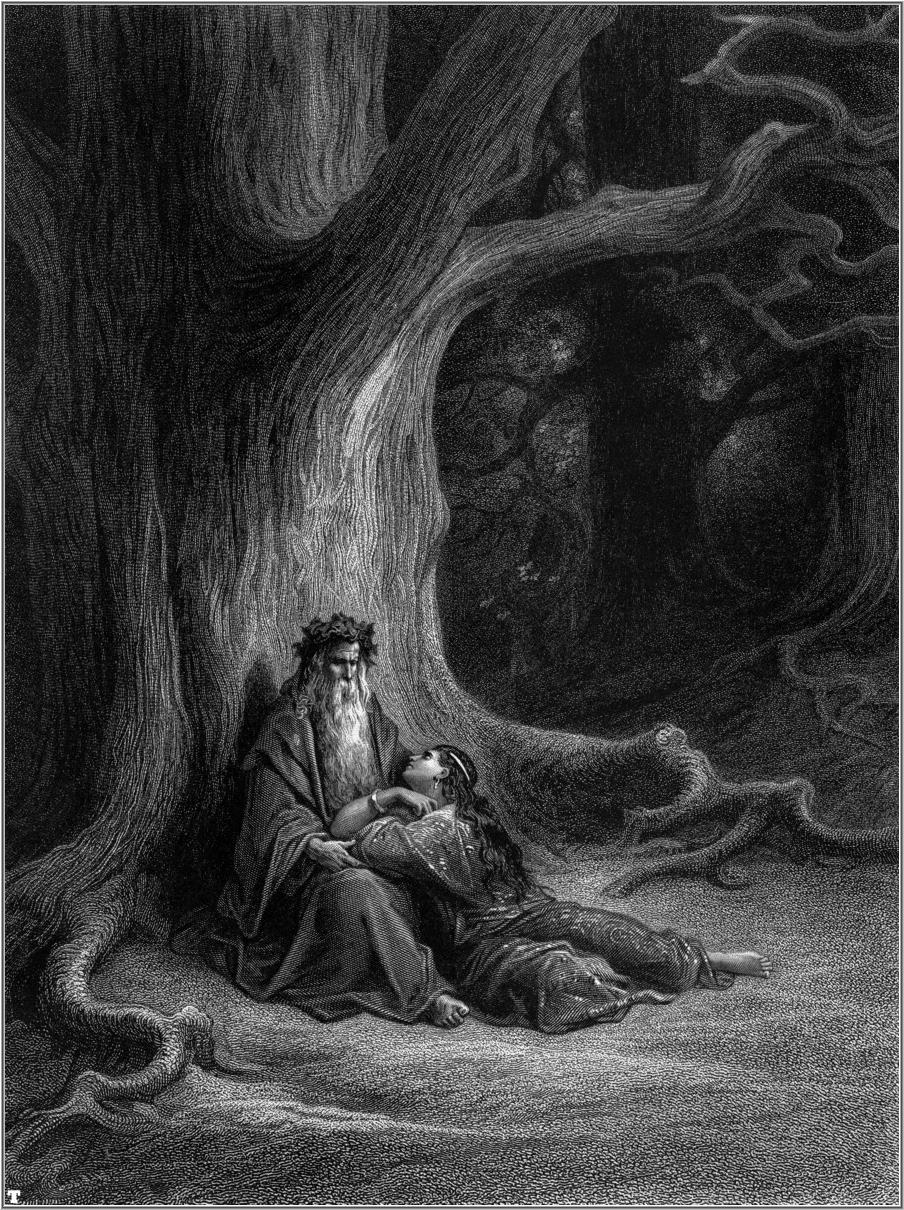
Gustave Doré, ilustracja do Idylli królewskich Alfreda Tennysona

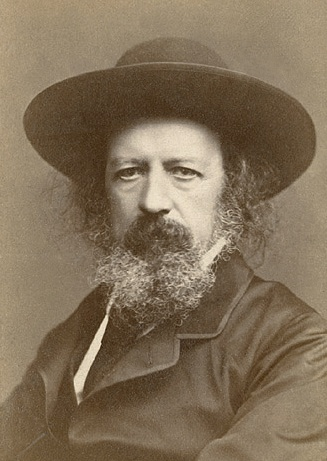
Alfred Tennyson

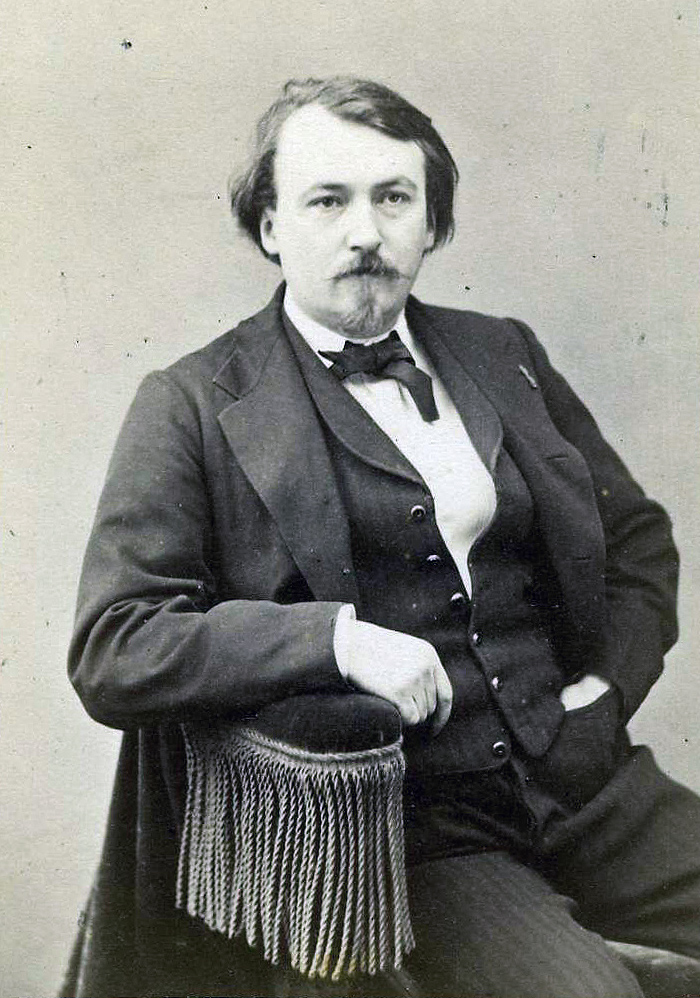
Gustave Doré, ilustrator Idylli królewskich

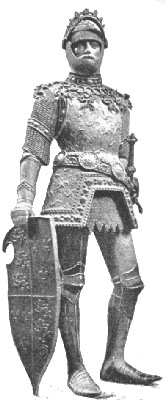
Albrecht Dürer, pomnik króla Artura w kościele w Innsbrucku

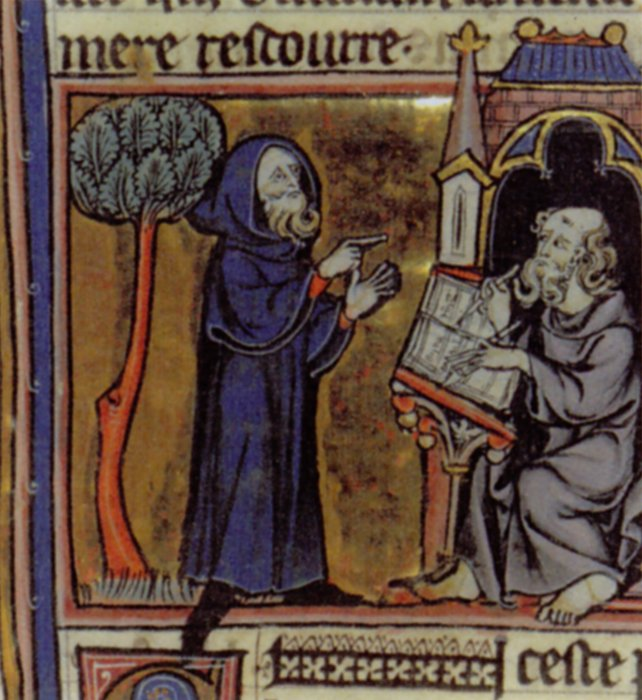
Średniowieczna iluminacja przedstawiająca czarodzieja Merlina

Idylle królewskie (ang. Idylls of the King) – cykl epicki Alfreda Tennysona. Utwory składające się na cykl powstawały przez wiele lat i były publikowane w różnych tomach od 1842 do 1888. Pierwsze wydanie pod tytułem Idylls of the King ukazało się w 1859. Całość ma charakter alegoryczny.

## Skład
Idylle królewskie obejmują dwanaście utworów: Gareth and Lynette, The Marriage of Geraint, Geraint and Enid, Balin and Balan, Merlin and Vivien, Lancelot and Elaine, The Holy Grail, Pelleas and Ettarre, The Last Tournament, Guinevere, The Passing of Arthur i To the Queen. Stanowią nowoczesne opracowanie wątków o królu Arturze i rycerzach Okrągłego Stołu. Głównym źródłem było dla Tennysona dzieło Thomasa Malory’ego Le Morte d’Arthur.

## Forma
Swoje rycerskie opowieści Alfred Tennyson napisał wierszem białym (blank verse), czyli nierymowanym  pentametrem jambicznym, to znaczy sylabotonicznym dziesięciozgłoskowcem, w którym akcenty padają na sylaby parzyste wersu. Ten rodzaj wiersza jest typowy dla największej angielskiej epiki. W XVI wieku wprowadził go do literatury angielskiej Henry Howard, hrabia Surrey. Później John Milton usankcjonował go jako wiersz eposu w Raju utraconym. W XIX wieku po blank verse sięgali między innymi John Keats, Edwin Atherstone, Robert Browning i Matthew Arnold.

And slowly answered Arthur from the barge:
'The old order changeth, yielding place to new,
And God fulfils himself in many ways,
Lest one good custom should corrupt the world.
Comfort thyself: what comfort is in me?
I have lived my life, and that which I have done
May He within himself make pure! but thou,
If thou shouldst never see my face again,
Pray for my soul. More things are wrought by prayer
Than this world dreams of. Wherefore, let thy voice
Rise like a fountain for me night and day.

W wielu miejscach można zaobserwować użycie przez Tennysona aliteracji, czyli współbrzmienia początkowego. Ten środek stylistyczny w literaturze angielskiej rekompensuje brak rymu. Aliteracja była podstawowym rodzajem instrumentacji w dawnej poezji germańskiej i celtyckiej i może się kojarzyć z czasami króla Artura. Wierszem aliteracyjnym były zresztą pisane autentyczne średniowieczne opowieści o Arturze i jego wojownikach, w tym Pan Gawen i Zielony Rycerz.

Damsels in divers colours like the cloud
Of sunset and sunrise, and all of them
On horses, and the horses richly trapt
Breast-high in that bright line of bracken stood:

## Przekład polski
Poemat Ginewra przetłumaczył Adam Pajgert. Ten klasyczny przekład został wznowiony przez sandomierskie wydawnictwo Armoryka w serii Biblioteka Tradycji Europejskiej. Pajgert zastosował w tłumaczeniu angielskiego pięciostopowca jambicznego sylabiczny jedenastozgłoskowiec ze średniówką po sylabie piątej. Wprowadził też do przekładu rymy.

Uciekła z dworu Ginewra królowa,
W świętym się gmachu Almesburu chowa,
Łzami zroszona biała jej jagoda,
Przy niej dzieweczka z nowicyatu młoda,
Siedzą samotne, między niemi świeca
Pali się blado, mgławo blask księżyca
Świeci ze dworu, chociaż księżyc w pełni,
Bo tak po niebie biała mgła się wełni,
Jakby grobowy całun rozpostarła:
I ziemia była cicha, jak umarła.

## Ilustracje
Idylle królewskie zilustrował swoimi grafikami francuski artysta plastyk Gustave Doré. Sporządził on ilustracje również do wielu innych dzieł klasyki europejskiej, takich jak Boska komedia Dantego, Don Kichot Miguela de Cervantesa i Rymy o starym marynarzu Samuela Taylora Coleridge’a.